# Scuola Gioacchino Gesmundo
La scuola primaria  e dell'infanzia Gioacchino Gesmundo è un edificio scolastico di Roma situato in piazza Cesare De Cupis, nella zona di Tor Sapienza.  Ospita la sede principale dell'Istituto Comprensivo "Piazza De Cupis".

## Storia
Nel 1936, il Governatorato di Roma, acquistò dalla duchessa Rufina Lancellotti Grazioli, proprietaria della tenuta di Tor Sapienza, l'area all'incrocio fra via Collatina e via di Tor Sapienza, per edificare un distaccamento militare. Poiché la scuola della borgata si rivelò insufficiente ad ospitare il crescente numero di bambini, si decise di destinare il costruendo edificio a nuova scuola per la borgata.

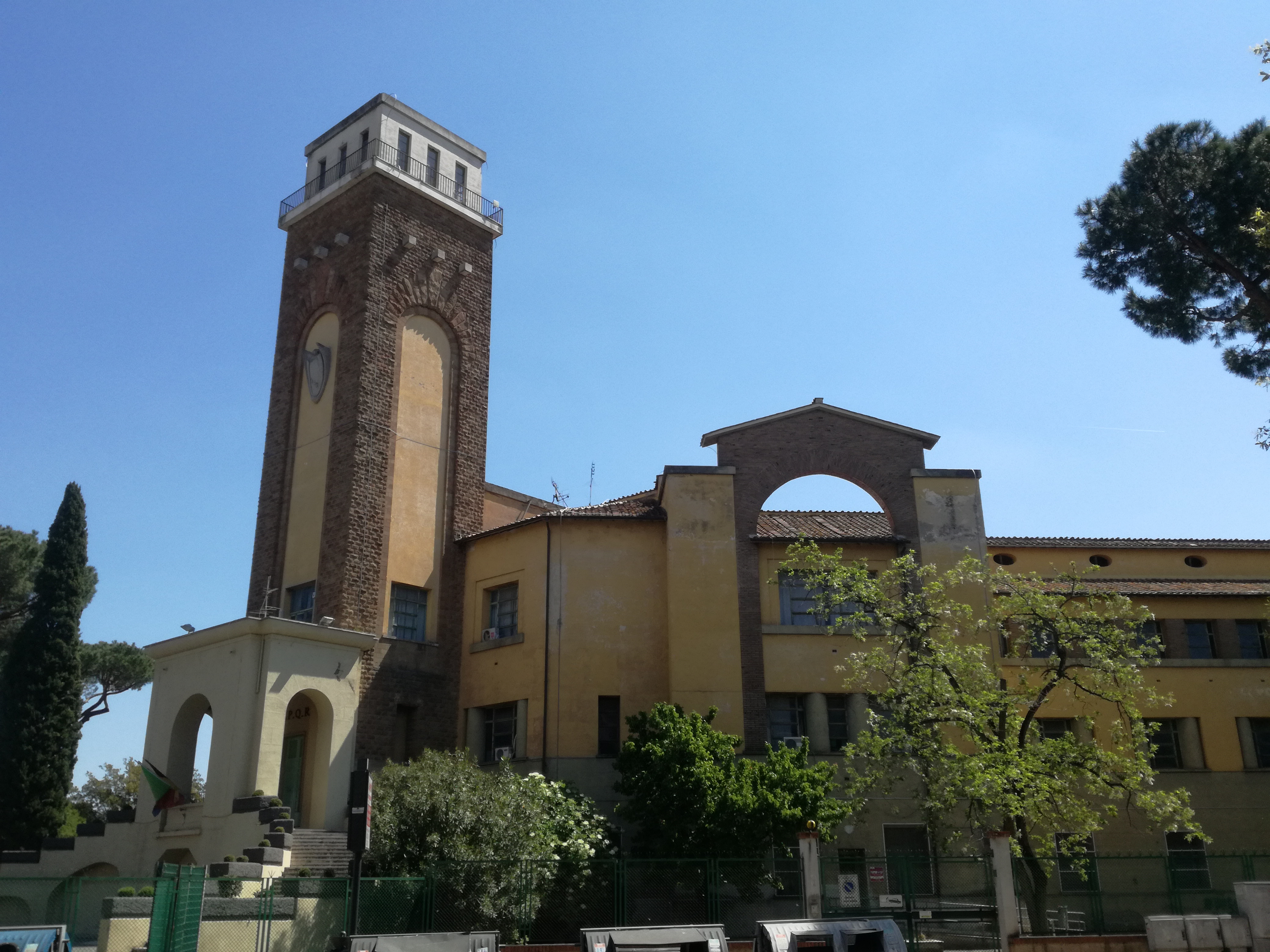
La scuola vista dal lato di via di Tor Sapienza.

L'incarico, che in precedenza dell'acquisizione definitiva del terreno era stato affidato prima all'architetto Gino Cancellotti e poi all'architetto Vittorio Consiglio, sarà dato ad un'impresa di proprietà dell'ingegnere Francesco Tirone. La scuola elementare venne inaugurata nel 1938 e intestata al giornalista, insegnante e politico italiano  Arnaldo Mussolini, in memoria del fratello minore di Benito Mussolini, deceduto per infarto nel 1931.
L'edificio, con il suo aspetto imponente, dominato dalla torre monumentale sovrastante l'ingresso ad arco, risulta essere il fulcro della borgata, simbolo della presenza del Governo cittadino nella borgata, ma anche riferimento alla vicina Tor Sapienza, allora ancora intatta.
Il 6 maggio 1940, con delibera n. 1493 del Governatore di Roma Giangiacomo Borghese, la piazza fra le vie Collatina, Tor Sapienza e Tor Cervara, antistante la scuola, viene intitolata allo storiografo dell'Agro romano Cesare De Cupis (1845-1928).
Nel 1943 la vicina torre del XII secolo, occupata dai tedeschi per farne un deposito di munizioni, fu da questi fatta saltare prima della loro ritirata.
Dopo la seconda guerra mondiale, la scuola viene intitolata al prof. di Storia e filosofia del liceo scientifico “Cavour” di Roma Gioacchino Gesmundo, ucciso alle Fosse Ardeatine., il 24 marzo del 1944, dopo aver subito torture nel carcere di via Tasso